# Yoshi (videojuego)
Yoshi, conocido como Mario & Yoshi en las regiones PAL, es un videojuego de lógica desarrollado por Game Freak y publicado por Nintendo. El juego fue lanzado para las consolas Nintendo Entertainment System y Game Boy. Ambas versiones se lanzaron por primera vez simultáneamente en Japón el 14 de diciembre de 1991 y se lanzaron en todas las demás regiones el año siguiente.
En Yoshi, el jugador tiene la tarea de eliminar a los monstruos del campo de juego en pantalla. Los monstruos caen desde la parte superior de la pantalla para construir pilas verticales; el jugador debe evitar que una pila crezca demasiado y salga del campo de juego. Para hacerlo, el jugador intercambia y mueve las pilas de modo que los monstruos que caen chocan con monstruos idénticos colocados encima de las pilas, lo que hace que se eliminen del juego. Yoshi ofrece tanto un modo puntuación centrado en un jugador y un modo competitivo de dos jugadores.

## Jugabilidad
Yoshi es un juego de bloques que caen en el que el jugador recibe un campo de juego que se divide en cuatro columnas. El objetivo es hacer coincidir las cáscaras de huevo de Yoshi para incubarlas y evitar que las cuatro pilas, que se amontonan por la caída de los monstruos, crezcan demasiado. El personaje del jugador, Mario, intercambia las pilas de modo que los monstruos que caen serán eliminados al entrar en contacto con los bloques que coinciden.
Los monstruos, que consisten en varios enemigos de "Mario", aparecen en la parte superior de la pantalla y caen en cada una de las columnas, convirtiéndose en bloques a medida que aterrizan y creando pilas que aumentan gradualmente en altura. El objetivo principal es evitar que las cuatro pilas crezcan demasiado eliminando bloques del campo; un juego terminado ocurre cuando cualquiera de las pilas cruza la línea negra dibujada en la parte superior del campo de juego.
Para eliminar un bloque de la parte superior de una pila, debe entrar en contacto con un monstruo que cae que lo iguale. Por ejemplo, si un Goomba cae directamente sobre un bloque Goomba, ambos serán eliminados. El jugador controla a Mario, que reside debajo del campo de juego y tiene la capacidad de intercambiar las posiciones de dos pilas adyacentes a la vez. Por lo tanto, se requiere que el jugador cambie las pilas para asegurarse de que los monstruos caigan en los lugares correctos. Se otorgan puntos por cada conjunto de monstruos que se eliminan.
Además de los cuatro tipos diferentes de monstruos, también caerán dos mitades de una cáscara de huevo de Yoshi. La mitad inferior de la cáscara de huevo se comporta como un monstruo: desaparece cuando entra en contacto con otra mitad inferior. Sin embargo, si una mitad superior que cae entra en contacto con una mitad inferior, los dos se unirán y eclosionarán un Yoshi, ganando puntos de bonificación para el jugador. Además, si una pila de monstruos crece sobre la mitad inferior y luego se agrega la mitad superior, todos los monstruos entre las mitades serán encerrados y eliminados. Los personajes de Yoshi más grandes eclosionarán dependiendo de la cantidad de monstruos encerrados, lo que también aumenta la cantidad de puntos de bonificación otorgados. Si una mitad superior que cae no tiene ninguna mitad inferior a la que unirse en la pila que toca, se elimina automáticamente y no se otorgan puntos.
El modo un jugador tiene dos variaciones: A-Type y B-Type. En A-Type, el juego se juega indefinidamente hasta que el jugador recibe un juego terminado. En B-Type, el jugador juega una serie de niveles en los que se requiere que el jugador despeje completamente el campo de juego de todos los bloques. El número inicial de bloques dentro del campo de juego crece a medida que avanza el jugador. En el modo multijugador, un segundo jugador controla a Luigi. Los dos jugadores juegan simultáneamente en campos de juego separados usando las reglas tradicionales. Un jugador gana el partido despejando todos los bloques en el campo o cuando el otro recibe un juego terminado; el primer jugador en ganar tres partidos gana en total.

## Desarrollador
Yoshi fue la primera colaboración entre el desarrollador Game Freak y el distribuidor Nintendo. Nintendo había pasado previamente la solicitud de Game Freak de publicar su primer título, "Mendel Palace" para la NES. Después de que la compañía más pequeña se incorporó y comenzó a trabajar en su segundo lanzamiento, Smart Ball para el SNES, Nintendo hizo a Game Freak la oferta para desarrollar Yoshi. Tsunekazu Ishihara, un socio del cofundador de Game Freak Satoshi Tajiri, sugirió que desarrollaran juegos más pequeños como Yoshi para darle a la compañía el respaldo financiero para eventualmente realizar su proyecto a mayor escala, la serie RPG Pokémon. Yoshi se desarrolló en seis meses con Tajiri como su director. A Ken Sugimori se le ocurrió un concepto de juego. Ishihara y el exalumno de Nintendo Shigeru Miyamoto sirvieron como productores. Tajiri explicó que fue durante el desarrollo de Yoshi que aprendió el diseño de "oleada" de dificultad del juego en el que se le presenta al jugador una etapa fácil directamente después de una desafiante para permitirles saborear su logro. Junichi Masuda compuso la música y el sonido del juego. Masuda declaró que pasó una gran cantidad de tiempo programando el movimiento de los elementos del menú del juego con su música. Game Freak también había querido agregar una voz de Yoshi con un sonido realista, pero Nintendo lo desaprobó.

## Lanzamiento
La versión de NES de Yoshi se puso a la venta en el servicio Consola Virtual. El primero es para Wii en 2007. El juego fue relanzado el 1 de septiembre de 2011 como un título descargable en Nintendo 3DS, disponible solo para miembros del programa Nintendo Ambassador. Yoshi estuvo disponible para su compra en la Nintendo eShop el 22 de agosto de 2012 en Japón, el 21 de febrero de 2013 en Norteamérica y el 2 de mayo de 2013 en Europa. También fue lanzado para Wii U el 12 de junio de 2013 como parte del 30 aniversario de Famicom con un precio de 30 centavos que se convierte en el precio regular a partir del 12 de julio de 2013. Yoshi también fue lanzado en el nuevo servicio de suscripción en línea de NES de Nintendo a través de Nintendo Switch Online el 18 de septiembre de 2018.

## Recepción

### Contemporánea
Yoshi vendió 500.000 copias en Japón en su primer día de venta. En los Estados Unidos, el juego encabezó las listas de ventas de NES Babbage durante dos meses en 1992, de agosto a septiembre. En el Reino Unido, el juego vendió 100,000 copias en 1997.
Tras su lanzamiento, el juego recibió una crítica positiva de la revista de juegos Europress N-Force, que declaró en una vista previa del juego en su edición de septiembre de 1992 que "básicamente [el juego] es genial. Lo divertido de Tetris, pero con colores y efectos de sonido. Igual de difícil, tal vez más difícil, definitivamente igual de adictivo". Más tarde calificó el juego con 4 de 5 en la Guía del comprador para su edición de enero de 1993, resumiendo que "Yoshi es muy divertido. El juego no es nada nuevo, ¡Tetris otra vez! Los gráficos son un placer. Mucha diversión, en ráfagas cortas."

### Retrospectiva
Yoshi recibió una recepción retrospectiva mixta, con críticas comunes dirigidas hacia su jugabilidad repetitiva percibida y su dependencia de la suerte, lo que llevó a un breve valor de reproducción. Brett Alan Weiss de Allgame calificó a Yoshi como un "juego sorprendentemente aburrido", y señaló que si bien los controles del juego son únicos, "la novedad desaparece después de un tiempo".
Las críticas del lanzamiento de Consola Virtual de Yoshi en Wii en 2007 también fueron variadas. Tanto Frank Provo de GameSpot como Lucas M. Thomas de IGN calificaron a Yoshi con un 5 de 10. Thomas consideró el juego como "lento" y los controles "engorrosos". y concluyó que el juego es un "rompecabezas para principiantes, que tiene poco atractivo para los jugadores experimentados". Si bien Provo elogió tanto los gráficos como la música del juego, afirmó que el juego no implicaba mucha estrategia, lo que incitaba pocas razones para jugar más de unos pocos minutos. Nintendo Life sintió que Yoshi no estaba "inspirado", calificando el juego con 4 de 10.
Varios sitios web que cubrieron lanzamientos recientes de la consola virtual recomendaron que los jugadores se abstuvieran de comprar Yoshi. Nintendo World Report declaró que "hay demasiada suerte y posibilidades en el juego para que jugar sea satisfactorio". y Joystiq también declaró que "aunque [el juego es] sin duda una forma bastante interesante de pasar la tarde, todavía se siente como una especie de estafa". Jeremy Parish de 1UP.com declaró que la jugabilidad en Yoshi "no era suficiente para justificar el precio de venta [de 500 puntos]", aunque más tarde declaró que, en comparación con el Yoshi's Cookie "sin inspiración", Yoshi era "decente y en realidad tenía alguna relación con la serie de Mario".